# 雨色ココア
『雨色ココア』（あめいろココア、Rainy cocoa）は、日本の声優ボイス電子マンガ作品。IAMより2013年5月に第1話がリリースされ、2016年12月まで第7話がリリースされた。
喫茶店「Rainy color」を舞台に、大学生たちのめくるめく日常を描いたハートフルコメディである。主題歌は都倉碧（下野紘）が歌う「Rainy cocoa」。

## ストーリー
いつも様々な不幸に見舞われる大学生、都倉 碧(トクラ アオイ)。
中でもその日は立て続けの不幸イベントに襲われ、挙句の果てには、電車の中で見知らぬイケメンに「キモい」と言われてしまう、最悪の日の事だった。
雨の中、碧はたまたま通りかかった喫茶店へと足を踏み入れる。
ひっそりと佇むその喫茶店の名は「Rainy color」。
穏やかな空気に満ちた店の中、出された一杯のココアに心が癒されるのを感じた碧は、そのまま「Rainy color」でバイトをすることになる。
だが、そこへ来店したのは碧を「キモい」呼ばわりしたあのイケメン、岩瀬 啓一(イワセ ケイイチ)！？
喫茶店「Rainy color」に集まる面々が引き起こすハートフルコメディ！

## 登場人物

### Rainy colorとその関係者
都倉 碧（とくら あおい）
声 - 下野紘
本作の主人公。大学一年生。
一人称は「俺」。色白で細身、男性にしては華奢な方。ノリが良く元気で明るい。
好意を持った人間には懐く傾向がある。
家族構成は父、母、兄の4人家族。
都内の大学に進学し、今は兄と二人暮らし。
幼少から中性的な容姿でからかわれた経験があり、コンプレックスを持っている。
偶然立ち寄った喫茶店「Rainy color」でアルバイトをすることになる。
岩瀬 啓一（いわせ けいいち）
声 - 緑川光
美大の二年生。無口で読書好き。容姿端麗でクールな性格。
喫茶店「Rainy color」の常連客で、スケッチブックに絵を描いたり本を読んだりして過ごしている。
クールな人物だが、看板犬のレインをかわいがる意外な一面も。
桜木 涼太（さくらぎ りょうた）
声 - 宮野真守
美大の二年生。性格は明るいというよりは煩い。無口で無反応な啓一を気に入り、なにかと周りをうろちょろしている。
啓一のことを一方的に親友だと思っており、色々フォローしている。
古賀 シオン（こが シオン）
声 - 平川大輔
喫茶店「Rainy color」のマスター。古賀家の長男。マダムキラーで、彼目当てに来店する女性客が多い。
優しく温和な性格だが、怒らせると一番怖い。
天見 浩司（あまみ こうじ）
声 - 堀川りょう
喫茶店「Rainy color」のオーナー。海外旅行が好きで、現地で骨董品やオブジェを集めるのが趣味。
自由奔放な性格で、あまりの自由さにシオンの怒りに触れることもしばしば。
古賀 ノエル（こが ノエル）
声 - 山本和臣
シオンの弟でニコラの双子の兄。古賀家の次男。やんちゃな性格。兄のシオンが大好きなブラコン気質の弟。
古賀 ニコラ（こが ニコラ）
声 - 山谷祥生
シオンの弟でノエルの双子の弟。古賀家の三男。おっとりした性格。兄のシオンが大好きなブラコン気質の弟。
有沢純（ありさわ じゅん）
声 - 山本匠馬
フリーのカメラマンで世界を飛び回る。実在のカメラマン・有賀正博の言葉「現地に行かなくても記事は書けるが、現地に行かなければ写真は撮れない」が座右の銘。
鳥越陽佳（とりごえ はるか）
声 - 丸江俊也
中学3年生のメガネをかけた生徒会長。純に憧れ、将来は自らもカメラマンを志望している。

### Rainy colorを取り巻く人々
都倉 望（とくら のぞむ）
声 - 宮健一（第1・2期）/ 佐藤祐吾（第3期）
碧の兄。会社員として働いており、料理が得意で家庭的。弟を溺愛している。
アニメ第3期では主人公。浩司により脱サラさせられ「Rainy color」のハワイ・ワイキキビーチ店の店長に任命される。
キャロウェイ・岡村（キャロウェイ・おかむら）
声 - 及川千晴（染谷俊之）
第3期に登場。
シャンク・オスマン
声 - 大地堂主税（白井悠介）
同上。
チッパー岡村（チッパーおかむら）
声 - 染谷俊之
アニメ第4期（『あめこん!!』）に登場。
ファーマーズマーケット内のカウコーヒー販売店店主。
『Rainy Color ワイキキ店』を盛り立てるために頑張る望に、さまざまなアドバイスをしてくれる気のいい青年。
カート・オデッセイ
声 - 白井悠介
アニメ第4期（『あめこん!!』）に登場。
ナナがきっかけで望と知り合うイケメン大学生。
大学でアニメサークルを主催している、アニメオタク。
フレデリック・安藤（フレデリック・あんどう）
声 - 鎌田匠
アニメ第4期（『あめこん!!』）に登場。
『Rainy Color ワイキキ店』を訪れるお客。
コーヒーに詳しく、望の淹れたコーヒーに点数をつける謎の人物。
マーロン
声 - 沢城千春
アニメ第4期（『あめこん!!』）に登場。
ハワイにて毎年開催されている、大規模なアニメ・コンベンション（イベント）である“Kawaii Kon（カワイイ☆コン）”のプロデューサー。
日本のアニメ・マンガをこよなく愛する。
ナナ
声 - 鈴木愛奈
アニメ第4期（『あめこん!!』）に登場。
『Rainy Color ワイキキ店』の看板犬としてオーナーの天見が連れてきた、ツンデレ柴犬。
特技として、美味しいコーヒーを匂いでかぎ分ける事ができる。

### その他のキャラクター
天見 ヨーコ（あまみ ヨーコ）
声 - 松井恵理子
「side G」の主人公。浩司の娘。いつも父の浩司に振り回されている。
ハッキリと物を言うタイプで、啓一とは犬猿の仲。犬が大の苦手。
レイン
声 - 奥井ゆうこ（第1期 - 第3期）、立花理香（第5期）
喫茶店「Rainy color」の看板犬。雨が苦手で、雨の日は店に出たがらない。
シャイン
声 - 原奈津子
TVアニメ第3期に登場。
柏木芽留（かしわぎ める）
声 - 鈴木愛奈
逃げてしまった飼い猫（ここあ）の捜索を頼むため、「Rainy color」を訪れる、小さな女の子。
ノン
声 - 花井美春
ヨーコの友達。ヨーコ達と一緒にバイトをする。特技はイラスト描き。おっとりしている性格だが、実は一番頼りになる人物らしい。
マリナ
声 - 山田麻莉奈
ヨーコの友達。ツンデレ気味だが頼られると断れない性格で、ヨーコ達と一緒にバイトすることに。周囲との胸の格差が少々気になるお年頃。
イクミ
声 - 小見川千明
ケイトの友人。
大人っぽい印象を抱かせる外見と振る舞いが特徴。ケイトのことを一番よく理解している。
ケイト
声 - 大森日雅
たまたまヨーコたちと知り合った、クールな美少女。ヨーコのことが気になっているらしい。イクミ曰く「本当は悪い子じゃなく、不器用な優しい子」である模様。
ココア
声 - 原奈津子
芽留の飼っている黒猫。迷子になっていると思われる黒い猫で、何気に人を見る目がある。

## ラジオ
『ラジオ雨色ココア』は、2014年9月5日から2019年3月28日までラジオ大阪で毎週金曜日 23:45 - 翌0:00（2015年4月より毎週木曜日 23:45 - 翌0:00）、ラジオ日本で2014年9月5日から2019年3月29日まで毎週金曜日 0:00 - 0:15（木曜日深夜）に放送中のラジオ番組。また、パケdioにてバックナンバーが配信されている。アニメ第4期『あめこん!!』に合わせ、2017年10月12日から2018年10月18日まで『ラジオあめこん!!』のラジオ名で放送され、アニメ第5期『雨色ココアside G』に合わせ、2018年10月25日から2019年3月28日まで『ラジオ雨色ココアside G』のラジオ名で放送された。
メインパーソナリティ
- 堀川りょう

アシスタントパーソナリティ
- 宮健一『ラジオ雨色ココア』（第1回 - 第31回）
- 佐藤祐吾『ラジオ雨色ココア』（第32回 - 第156回）、『ラジオあめこん!!』（第1回 - 第216回）
- 丸江俊也『ラジオ雨色ココア』（第56回 - 第162回）
- 鎌田匠『ラジオあめこん!!』（第1回 - 第174回）
- 花井美春『ラジオ雨色ココアside G』（第1回 - 第239回）

## テレビアニメ
2014年12月6日に主題歌「Rainy cocoa」の発売記念イベントにてアニメ化決定が発表され、2分枠の短編アニメとして、2015年4月から6月までTOKYO MX・サンテレビにて放送された。電子漫画版のスピンオフ作品。7月17日に全12話を収録したDVDが発売された。
2015年10月より12月まで第2期『雨色ココア Rainy colorへようこそ！』が、10分枠の短編アニメとして放送された。アニメパートは第1期同様2分で、残りは出演声優によるトークとなる。
2016年10月より第3期『雨色ココア in Hawaii』が放送された。
2017年10月より第4期『あめこん!!』が放送された。
2019年1月より第5期『雨色ココア sideG』が放送された。

### スタッフ
|                                 | 第1期                            | 第2期                            | 第3期                            | 第4期                            | 第5期                        |
| ------------------------------- | -------------------------------- | -------------------------------- | -------------------------------- | -------------------------------- | ---------------------------- |
| 原作                            | IAM電子出版                      | IAM電子出版                      | IAM電子出版                      | IAM電子出版                      | IAM電子出版                  |
| 監督・絵コンテ・演出            | 望月智充                         | 古賀一臣                         | 石井久志                         | 石井久志                         | 石井久志                     |
| シリーズ構成                    | -                                | IAM電子出版                      | 藤本冴香                         | 藤本冴香                         | 藤本冴香                     |
| 脚本                            | IAM電子出版                      | 藤本冴香                         | 藤本冴香                         | 藤本冴香                         | 藤本冴香                     |
| キャラクターデザイン ・作画監督 | 高橋敦子                         | 高橋敦子                         | 徳川恵梨                         | 徳川恵梨                         | 徳川恵梨                     |
| 美術監督                        | 松本浩樹                         | 松本浩樹                         | 荒井和宏                         | 荒井和宏                         | Jung Hyeong Heong            |
| 色彩設計                        | いわみみか。                     | いわみみか。                     | 西栄子                           | 西栄子                           | 西栄子                       |
| 撮影監督                        | 小林佳奈                         | 小林佳奈                         | 王辰                             | 角原勇輝                         | 王辰                         |
| 編集                            | 坂本雅紀                         | 坂本雅紀                         | 渡邊千波                         | 渡邊千波                         | 渡邊千波                     |
| 編集                            | -                                | 及川雪絵                         | 渡邊千波                         | 渡邊千波                         | 渡邊千波                     |
| 音響監督                        | 望月智充                         | 及川ひとみ（録音演出）           | 及川ひとみ（録音演出）           | 今泉雄一                         | 阿部信行                     |
| 音楽                            | IAMミュージック                  | IAMミュージック                  | IAMミュージック                  | IAMミュージック                  | IAMミュージック              |
| プロデューサー                  | 山田淳二、兼田健一郎、江波戸憲司 | 山田淳二、兼田健一郎、江波戸憲司 | 山田淳二、兼田健一郎、江波戸憲司 | 山田淳二、兼田健一郎、江波戸憲司 | 山田淳二、江波戸憲司         |
| プロデューサー                  | 平田哲                           | 平田哲                           | 平田哲                           | 佐藤友紀 別所敬司                | 佐藤友紀 別所敬司            |
| プロデューサー                  | 石塚治寿                         | 巴山将来                         | 巴山将来                         | 佐藤友紀 別所敬司                | 佐藤友紀 別所敬司            |
| プロデューサー                  | 石塚治寿                         | 笠嶋研司                         | 笠嶋研司                         | 笠嶋研司                         | 伊藤紀子、佐々木将、阿部信行 |
| プロデューサー                  | 角田博昭                         | 角田博昭                         | 高麗大助                         | 高麗大助                         | 高麗大助                     |
| アニメーション プロデューサー   | 橋本淳至                         | 石井仁                           | 宮本秀晃                         | 宮本秀晃                         | -                            |
| アニメーション プロデューサー   | 橋本淳至                         | 石井仁                           | -                                | 藤田壽美栄                       | -                            |
| アニメーション制作              | EMTスクエアード                  | EMTスクエアード                  | EMTスクエアード                  | EMTスクエアード                  | EMTスクエアード              |
| 企画・製作                      | 「雨色ココア」製作委員会         | 「雨色ココア」製作委員会         | チーム雨ココ3                    | チームあめこん                   | チーム sideG                 |

### 主題歌
「Rainy cocoa」
第1・2期主題歌。作詞・作曲は近藤薫。歌は第1期では都倉碧（下野紘）が、 第2期は古賀ノエル（山本和臣）、古賀ニコラ（山谷祥生）、有沢純（山本匠馬）、鳥越陽佳（丸江俊也）によるRainy Colorがそれぞれ担当。
「瞳は、雨色 〜endress summer rainbow〜」
第3期主題歌。作詞はToshi、作曲は近藤薫、歌は都倉望（佐藤祐吾）。
「新たなる幕開けのための幕開けによる狂詩曲〜キミがいればオレたちも笑顔∞(無限大)〜」
第4期主題歌。作詞は織田あすか、作曲は藤田淳平と末益涼太、編曲は末益涼太、歌は風男塾。
「カラフルパサージュ」
第5期主題歌。作詞は中村彼方、作曲は高橋諒、編曲は中土智博、歌は立花理香。

### 第1期各話リスト
| 話数   | サブタイトル      |
| ------ | ----------------- |
| 第1話  | 都倉碧です        |
| 第2話  | オーナーの仕事？  |
| 第3話  | 開店準備…？       |
| 第4話  | 啓一の素顔        |
| 第5話  | ふたりは親友!?    |
| 第6話  | ふたりの距離（1） |
| 第7話  | ふたりの距離（2） |
| 第8話  | ふたりの距離（3） |
| 第9話  | ふたりの距離（4） |
| 第10話 | ふたりの距離（5） |
| 第11話 | ふたりの距離（6） |
| 第12話 | ふたりの距離（7） |

### 放送局
| 放送期間               | 放送時間           | 放送局     | 対象地域 |
| ---------------------- | ------------------ | ---------- | -------- |
| 2015年4月5日 - 6月28日 | 日曜 22:27 - 22:29 | サンテレビ | 兵庫県   |
|                        | 日曜 22:28 - 22:30 | TOKYO MX   | 東京都   |

| 配信期間               | 配信時間                   | 配信サイト         | 備考                     |
| ---------------------- | -------------------------- | ------------------ | ------------------------ |
| 2015年4月7日 - 6月30日 | 火曜 0:00（月曜深夜） 更新 | ニコニコチャンネル | 第1話無料、第2話以降有料 |

| 放送期間                 | 放送時間           | 放送局     | 対象地域 | 備考                       |
| ------------------------ | ------------------ | ---------- | -------- | -------------------------- |
| 2015年10月4日 - 12月27日 | 日曜 22:15 - 22:27 | TOKYO MX   | 東京都   | エムキャスにてサイマル配信 |
| 2015年10月8日 - 12月29日 | 木曜 23:30 - 23:40 | サンテレビ | 兵庫県   |                            |

| 配信期間                 | 配信時間                   | 配信サイト         | 備考                                     |
| ------------------------ | -------------------------- | ------------------ | ---------------------------------------- |
| 2015年10月6日 - 12月29日 | 火曜 0:00（月曜深夜） 更新 | ニコニコチャンネル | 第1話無料、第2話以降1週間無料            |
| 2015年10月20日 -         |                            | GYAO!              | 全話1週間無料 / 第1話・第2話同時配信開始 |

| 放送期間                 | 放送時間           | 放送局     | 対象地域 |
| ------------------------ | ------------------ | ---------- | -------- |
| 2016年10月2日 - 12月18日 | 日曜 22:27 - 22:29 | サンテレビ | 兵庫県   |
|                          | 日曜 22:28 - 22:30 | TOKYO MX   | 東京都   |

| 放送期間                 | 放送時間           | 放送局     | 対象地域 |
| ------------------------ | ------------------ | ---------- | -------- |
| 2017年10月4日 - 12月27日 | 水曜 22:25 - 22:30 | TOKYO MX   | 東京都   |
| 2017年10月7日 - 12月30日 | 土曜 22:25 - 22:30 | サンテレビ | 兵庫県   |

| 放送期間                | 放送時間                     | 放送局     | 対象地域 | 備考                      |
| ----------------------- | ---------------------------- | ---------- | -------- | ------------------------- |
| 2019年1月9日 - 3月27日  | 水曜 1:35 - 1:40（火曜深夜） | TOKYO MX   | 東京都   |                           |
| 2019年1月10日 - 3月28日 | 木曜 22:55 - 23:00           | サンテレビ | 兵庫県   |                           |
| 2019年1月11日 - 3月29日 | 金曜 22:35 - 22:40           | AT-X       | 日本全域 | CS放送 / リピート放送あり |